# Brachymeria semirufa
Brachymeria semirufa är en stekelart som först beskrevs av Walker 1871.  Brachymeria semirufa ingår i släktet Brachymeria och familjen bredlårsteklar. Inga underarter finns listade.